# Herb Kastylii i Leónu

Herb Kastylii i Leónu

Herb Kastylii i Leónu wzorowany jest na chorągwi używanej w latach 1230–1479. W polach 1 i 4 jest herb Kastylii - zamek (od którego wzięła się nazwa tej krainy historycznej), w polach 2 i 3 herb Leónu - lew - także etymologicznie związany z nazwą tej prowincji.
Jako herb wspólnoty autonomicznej przyjęty został 25 maja 1983 roku.